# 弗兰蒂谢克·克列谢克
弗兰蒂谢克·克列谢克（捷克語：František Křižík；1847年7月8日—1941年1月22日）出生在捷克的一個貧窮家庭，但是成為著名的發明家、電氣工程師和企業家。1878年他發明了防止列車碰撞的裝置，1881年發明自動電弧燈（比爾森燈）。1884年克列谢克成立自己的公司，主要生產電車線、發電站和電力設備建設。在布拉格Vystaviste展覽場的音樂燈光噴泉，也是他的傑作。克列谢克被譽為捷克的愛迪生，為了表彰他的貢獻，有一顆小行星以他的名字命名。